# Guillermo Mariotto
Jesús Guillermo Mariotto (Caracas, 13 aprile 1966) è uno stilista, designer e personaggio televisivo venezuelano naturalizzato italiano.

## Formazione e prime collaborazioni
Nato a Caracas da madre venezuelana e padre italiano, Guillermo Mariotto vive da molti decenni a Roma.
Debutta nello spettacolo a soli 17 anni, nel 1983, come scenografo teatrale in Gl'innamorati di Carlo Goldoni, per la compagnia "I Commedianti Italiani", diretti da Antonio Pierfederici, regista e attore, presso il teatro del Vittoriale, l'ultima dimora di Gabriele D'Annunzio.
Più tardi, consegue la laurea presso il California College of Arts and Craft di San Francisco. Per approfondire e meglio conoscere l'arte e il design, Mariotto intraprende un viaggio in Europa: Parigi, Londra, Milano. Nella città meneghina incontra la passerella. Entrato a far parte dell'ufficio stile di Basile, collabora per le collezioni prêt-à-porter donna della griffe milanese. Successive le collaborazioni con Krizia e Dolce e Gabbana.
Giunto a contatto con l'alta moda romana, nel 1988 avviene l'incontro con Raniero Gattinoni, impegnato nel rilancio della griffe fondata da Fernanda Gattinoni nel 1946: egli affida allo stilista del disegno, del colore e dell'arte la Couture e la creazione di abiti unici della maison Gattinoni. Nel 1994 diventa direttore creativo della maison. Fra i numerosi personaggi, ha vestito Raffaella Carrà, Beyoncé, Papa Benedetto XVI.
Da marzo 2011 firma la rubrica "le bacchettate di Mariotto" sul settimanale Gente. Sempre nel 2011, interpreta se stesso nel cinepanettone di Neri Parenti, Vacanze di Natale a Cortina; contemporaneamente, a teatro debutta nella rassegna "Processi alla Storia", a cura di Stefano Dambruoso e Massimo Martinelli, interpretando Caravaggio, presso la Sala Sinopoli dell’Auditorium Parco della Musica di Roma.
Nel 2020 ha ricevuto dal presidente della Repubblica Sergio Mattarella l'onorificenza di Cavaliere dell'Ordine della Stella d'Italia per il suo lavoro di ambasciatore della moda italiana nel mondo.

## Maison Gattinoni
Dopo la prematura scomparsa del figlio di Fernanda Gattinoni, Raniero appena quarantenne (1993), Mariotto assume la direzione creativa della griffe Gattinoni. Il vero e proprio esordio risale agli inizi di gennaio, nel 1994, con una collezione dedicata ad EVA dove appariva una modella completamente nuda, coperta con una mela fra le mani, forse fonte d'ispirazione per la scena della sfilata nuda, in Prêt-à-Porter, film di Robert Altman dello stesso anno. Qualche anno più tardi, nel 1999 crea l'abito “vivo”, realizzato in fibra cava Meryl Nexten (Nylstar).
Nel corso degli anni ha ricevuto numerosi consensi favorevoli da quando è alla guida della maison romana, dopo ogni presentazione di nuove collezioni haute couture nelle sfilate presentate a Roma e al prêt-à-porter milanese. Il 12 luglio 2002, nell'ambito delle sfilate Donna sotto le stelle a Trinità dei Monti – dov'era presente fra i quattro couturier romani selezionati –, al termine di un concerto dell'Orchestra Sinfonica di Roma all'Auditorium Parco della Musica (oggi Auditorium "Ennio Morricone"), una rappresentanza di giovani stilisti della firma "Guillermo Mariotto di Gattinoni" intonò l'Inno di Mameli.
Nel giugno 2007 si è occupato della creazione dei paramenti sacri donati a Sua Santità Benedetto XVI, durante la visita ad Assisi, in occasione dell'Ottavo centenario della conversione di San Francesco.
Nell'aprile 2008, in occasione del Milano Moda Design, Mariotto ha presentato in anteprima mondiale la “God Chair”, una poltrona-scultura, connubio, tra design, moda e arte, gli interessi che caratterizzano la formazione dello stilista.
Incline anche alla contaminazione fra moda ed altri contesti, risale al 2008 la controversa scelta di portare la sfilata La Pace è di Moda, presso la residenza dell'ambasciatore d'Israele in Italia, Gideon Meir. Per l'evento viene realizzata una creazione che avrebbe dovuto rappresentare un simbolo di pace, in onore alle tre grandi religioni monoteiste del mondo: Ebraismo, Islam e Cristianesimo. In questa sfilata sono stati presentati tre abiti, simboli delle tre identità e culture, che si fondono attraverso i morbidi tessuti.
Affiancato da un ufficio formato da giovani stilisti e disegnatori, Mariotto cura personalmente le linee del marchio Gattinoni: maglie, camicie da uomo, jeans, prêt-à-porter, accessori, sino al design delle bottiglie di una linea di profumi.
Nel 2018 il designer, che vive da anni nel quartiere di Trastevere, in occasione dei solenni festeggiamenti della Madonna Fiumarola, ha realizzato le nuove vesti per la cinquecentesca statua.
Nel 2024 ha ricevuto alla Camera dei deputati il Premio America della Fondazione Italia USA.

## Spettacolo
Poliedrico, dai molteplici interessi per le diverse forme d'arte, Mariotto ha anche collaborato nei costumi di scena per la televisione, il cinema, il teatro di prosa e l'opera lirica.

### Teatro
Scene
- Gl'innamorati di Carlo Goldoni, compagnia "I Commedianti Italiani", regia di Antonio Pierfederici, 7 agosto 1983[N 2].

Costumi
- Nata ieri, opera teatrale, regia di Giuseppe Patroni Griffi (1996), con Valeria Marini
- L'Angelo Azzurro, opera teatrale, regia di Giorgio Albertazzi (2000), con Valeria Marini
- Vacanze Romane, musical, regia di Pietro Garinei (2004), con Serena Autieri e Massimo Ghini
- Madama Butterfly, opera lirica, direzione di Plácido Domingo, scenografia di Arnaldo Pomodoro, regia di Stefano Monti (2004), con Daniela Dessì, Fabio Armiliato, Juan Pons (in occasione del Centenario celebrativo del capolavoro pucciniano nel 2004, a Torre del Lago) in DVD, Genova, Dynamic, 2004
- Actor Dei,  musical, regia di Giulio Costa (2007), con Attilio Fontana, Vincenzo Caldarola, Chiara Di Bari (sulla vita del santo Pio da Pietrelcina) in DVD, Cinisello Balsamo, Edizioni San Paolo, 2011
- Freud Freud I love you, scherzo musicale di Luca Mosca, regia di Pietro Maccarinelli (2009)

### Televisione
Costumi
- Le ali della vita, regia di Stefano Reali – Miniserie TV (2000), con Sabrina Ferilli
- Soraya, regia di Ludovico Gasparini – Miniserie TV (2003), con Anna Valle
- La donna della domenica, regia di Giulio Base – Miniserie TV (2011), con Andrea Osvárt

### Filmografia
- Vacanze di Natale a Cortina, regia di Neri Parenti (2011)

## Partecipazioni televisive
Ha collaborato a varie trasmissioni televisive. Tra le prime partecipazioni, l'iconica veste di giurato in Ballando con le stelle e Notti sul ghiaccio. Viene anche invitato, sempre come giurato, a Miss Italia, nelle edizioni del 2007, del 2009 e del 2010.
- Ballando con le stelle (Rai 1, 2005-2007, 2009-2014, dal 2016) – Giurato
- Notti sul ghiaccio (Rai 1, 2006-2007) – Giurato
- Domenica in... Passerella (Rai 1, 2009)
- Miss Italia (Rai 1, 2007, 2009-2010) – Giurato
- Donna tutto si fa per te (Rai Educational-Rai 3, 2011)
- Ballando con te (Rai 1, 2012) – Giurato
- Ballando on the Road (Rai 1, 2017-2019, 2021-2024) – Giurato
- The Real (TV8, 2017) – Opinionista
- Domenica in (Rai 1, 2018, 2020) – Ospite
- Detto fatto (Rai 2, 2019) – Rubrica Le donne di Mariotto
- Il cantante mascherato (Rai 1, 2020) – Giurato
- ItaliaSì! (Rai 1, 2020) – Opinionista
- La vita in diretta (Rai 1, 2020) – Opinionista
- Alessandro Borghese - Celebrity Chef (TV8, 2022) – Concorrente
- BellaMa' (Rai 2, dal 2023) – Rubrica Taglia e cuci

### Polemiche
Durante l'edizione di Miss Italia 2007 fa molto discutere la sua proposta da giurato di inquadrare il "lato B" delle ragazze in concorso. Nonostante le critiche, alla fine del concorso elegge Miss lato B al termine della kermesse come testimonial di una collezione per la maison Gattinoni.

## Libri
- Ballando sull'acqua, con Jesús de la Cruz (alter ego di Mariotto), Torino, add editore, 2010, ISBN 978-88-96873-02-1.

### Annotazioni
1. ↑  Oltre alla regia, Pierfederici interpretò il protagonista Fabrizio. Gli altri interpreti furono: Claudia Balboni (Eugenia), Stefano Breschi (Fulgenzio), Linda Sini (Flamminia), Mauro Bosco (Roberto), Mario Gigantini (Ridolfo), Derio Pino (Succianespole), Maria Teresa Gelli (Clorinda). Le scene furono disegnate da Mariotto, mentre i costumi furono create dalla ditta Farani.
2. ↑  La stagione estiva di prosa e balletto organizzata all'interno del Vittoriale nel 1983, a Gardone Riviera, proseguì dal 2 al 14 agosto. Il 2 agosto con La suocera di Publio Terenzio Afro, con Duilio Del Prete, Carla Calò e Francesco Censi; il 6 agosto La Casina di Plauto, con Renato Rascel e Giuditta Saltarini; il 7 agosto, Gl'innamorati di Goldoni, con Antonio Pierfederici; l'11 e il 12 agosto, La città morta di D'Annunzio, con Luigi Diberti. Fonte: L'Espresso, 1983.

### Fonti
1. ↑   Carlo Goldoni, Gl'innamorati, a cura di Siro Ferrone, Venezia, Marsilio, 2002,  p. 185, ISBN 88-317-8034-4.
2. 1 2 3 4 5 6 7 8 9 10   Guillermo Mariotto. Uno stilista "sotto le Stelle", 7 marzo 2011. URL consultato il 15 novembre 2020.
3. ↑   Ufficio Stampa RAI: Non disturbare. Guillermo Mariotto e Rita dalla Chiesa "disturbati" da Paola Perego, 16 luglio 2019. URL consultato il 15 novembre 2020.
4. ↑   Guillermo Mariotto. Un alchimista di sentimenti, un disegnatore di emozioni, in RAI.it, 4 gennaio 2012.
5. ↑   Guillermo Mariotto è Caravaggio nella rassegna teatrale Processi alla Storia, 15 marzo 2011. URL consultato il 15 novembre 2020.
6. ↑   Processi alla Storia [collegamento interrotto], su Auditorium.com. URL consultato il 15 novembre 2020.
7. ↑   Guillermo Mariotto, onorificenza da Sergio Mattarella. Video di Milly Carlucci, in Gazzetta del Mezzogiorno, 21 giugno 2020. URL consultato il 15 novembre 2020.
8. ↑   A. R., È morto Raniero Gattinoni lo stilista delle 'Favole', 3 novembre 1993. URL consultato il 15 novembre 2020.
9. ↑  (EN) Italy - Gattinoni Fashion Show Controversy, 16 luglio 1997. URL consultato il 15 novembre 2020.
10. ↑  (IT, EN) Michele Rak, La moda in Italia: il Novecento/Fashion in Italy: the twentieth century, schede, didascalie, indici e bibliografia a cura di Francesca Vannucchi, consulenza di Nora Villa, Roma, Palombi, 2003,  p. 109, ISBN 88-7621-405-4.
11. ↑   Gianluca Lo Vetro, Roma caput Modae in salsa kolossal (PDF), 14 luglio 2012. URL consultato il 15 novembre 2020.
12. ↑   Guillermo Mariotto, 18 aprile 2020.
13. ↑   Settimana del design 2008: la God Chair di Gattinoni, 15 aprile 2008. URL consultato il 15 novembre 2020.
14. ↑   La Maison Gattinoni ha vestito la Madonna del Carmine. Quando la moda si fa preghiera, 23 luglio 2008. URL consultato il 15 novembre 2020.
15. ↑   Premio America - Edizione 2024, su italiausa.org.
16. 1 2   L'Italia avrà la sua "Miss Italia lato B", in La Stampa, 24 settembre 2007. URL consultato il 15 novembre 2020.
17. ↑   Presidenza della Repubblica Mariotto Sig. Jesus Guillermo, su quirinale.it.